# کیم وینز
کیم وینز (انگلیسی: Kim Wayans؛ زادهٔ ۱۶ اکتبر ۱۹۶۱) یک هنرپیشه اهل ایالات متحده آمریکا است. وی از سال ۱۹۸۲ میلادی تاکنون مشغول فعالیت بوده‌است.
از فیلم‌ها یا برنامه‌های تلویزیونی که وی در آن نقش داشته است می‌توان به جوانا من و تقلا اشاره کرد.